# Valerio Agnoli
Valerio Agnoli (Alatri, Laci, 6 de gener de 1985) és un ciclista italià, professional des del 2004 i actualment corre per l'equip Bahrain-Merida. La seva victòria més important com a professional és una etapa de la Volta al llac Qinghai.

## Palmarès
- 2003
  - 1r al Giro della Lunigiana
- 2005
  - Vencedor d'una etapa a la Volta al llac Qinghai

### Resultats al Giro d'Itàlia
- 2009. 61è de la classificació general
- 2010. 32è de la classificació general
- 2011. 83è de la classificació general
- 2012. 57è de la classificació general
- 2013. 39è de la classificació general
- 2014. 71è de la classificació general
- 2016. No surt (12a etapa)
- 2017. 110è de la classificació general
- 2019. 93è de la classificació general

### Resultats a la Volta a Espanya
- 2008. 110è de la classificació general
- 2011. 105è de la classificació general
- 2017. 79è de la classificació general